# 브라질집토끼
브라질집토끼는 토끼고기용으로 개발된 집토끼 품종이다. 브라질이 원산지인 중간 크기의 강건한 품종이다. 이 토끼들은 고기 품종으로 개발되었다.